# Liste d'élections en 1975
Chronologie des élections
- 1971
- 1972
- 1973
- 1974
- 1975
- 1976
- 1977
- 1978
- 1979

Cette liste recense les élections organisées durant l'année 1975. Elle inclut les élections législatives et présidentielles nationales dans les États souverains, ainsi que les principaux référendums.
Le Portugal connaît en 1975 ses premières élections démocratiques depuis les années 1920, avec l'élection d'une assemblée constituante en avril. Ce scrutin permet la mise en place d'un régime constitutionnel démocratique, après la révolution des Œillets et la chute du régime fasciste de l’Estado Novo. Il est remporté par les partis de gauche. Parmi les autres États démocratiques, quatre connaissent une alternance au pouvoir en raison d'élections cette année. En Nouvelle-Zélande (novembre) comme en Australie (décembre), les conservateurs et libéraux de centre-droit retrouvent le pouvoir, aux dépens de la gauche travailliste. Au Danemark (janvier) les centristes libéraux-conservateurs perdent la direction du gouvernement au bénéfice des sociaux-démocrates, mais demeurent membres de la nouvelle coalition au pouvoir. En Finlande, les élections en septembre produisent un large gouvernement de coalition, constitué du centre et de la gauche.
Au Royaume-Uni, un référendum au mois de juin confirme le maintien du pays dans la Communauté économique européenne. Au Sikkim en avril, un référendum initié par le gouvernement mais auquel s'oppose le roi met fin à plus de trois siècles d'existence du royaume, en approuvant son intégration à l'Inde.
En Thaïlande, les élections en janvier doivent marquer l'instauration de la démocratie, mais les violences orchestrées par les forces armées, et la crainte du communisme, aboutissent rapidement au retour à la dictature militaire. Ailleurs, des semblants de consultations populaires ont lieu dans de nombreux États non-démocratiques. Au mois de février, les dictateurs de Corée du Sud (Park Chung-hee) et des Philippines (Ferdinand Marcos) confortent ainsi leur pouvoir par le biais de référendums, qui entérinent leur autorité quasi-absolue.
Toutes les élections qui ont lieu en Afrique en 1975 se déroulent dans le cadre d'un régime à parti unique - sauf, formellement, dans le bantoustan du QwaQwa en mars. Ainsi au Cameroun (avril), au Libéria (octobre), en Mauritanie (octobre) ou en Côte-d'Ivoire (novembre), les résultats sont prédéterminés : il n'est pas possible de voter contre le parti. En Tanzanie (juin), les électeurs en octobre peuvent en principe voter contre la réélection du président Julius Nyerere, qui est toutefois déclaré très largement reconduit. Au Zaïre du dictateur Mobutu Sese Seko, en novembre, l'élection des candidats du parti unique se fait publiquement, par acclamation, sans possibilité de contestation. À Madagascar en décembre, c'est par référendum que les militaires font approuver l'instauration d'un régime à parti unique.
Par ailleurs, cinq États marxistes-léninistes organisent cette année des scrutins appelant la population à approuver les candidats choisis par le Parti communiste. Ces élections ne permettent aucune alternance. C'est le cas en Roumanie (mars), au Viêt Nam du Nord (avril), en Hongrie (juin), au Cap-Vert (juin), et à Sao Tomé-et-Principe (juillet) - ces deux derniers États africains étant des dictatures nouvellement indépendantes.
L'Iran à cette date est également un régime à parti unique, sous la dictature du shah Mohammad Reza Pahlavi, et les élections législatives qui s'y tiennent en juin n'offrent pas d'autre choix aux citoyens que de voter pour l'un des candidats du parti. Taïwan demeure également une dictature à parti unique, où le scrutin législatif en décembre ne prévoit aucune possibilité d'alternance.

## Par mois

### Janvier
| Date       | Pays      | Élections    | Contexte | Résultats |
| ---------- | --------- | ------------ | --- | --- |
| 9 janvier  | Danemark  | Législatives | | Parlement sans majorité. Les Sociaux-démocrates (centre-gauche) conservent la majorité relative des sièges. Alternance : Anker Jørgensen (social-démocrate) devient Premier ministre, formant un gouvernement de coalition avec le parti Venstre (centre-droit libéral-conservateur) jusque-là au pouvoir. |
| 26 janvier | Thaïlande | Législatives | Après la révolte populaire de 1973 (en), la démocratie a été instituée, mettant fin temporairement à la dictature militaire.       | Parlement sans majorité. Le Parti démocrate (conservateur, libéral en économie) obtient la majorité relative avec un peu plus d'un quart des sièges. Seni Pramot (Parti démocrate) est nommé Premier ministre. À la suite toutefois de l'extension du communisme au Viêt Nam, au Cambodge et au Laos en 1975, les forces militaires et de police massacrent des étudiants en octobre 1976, et la dictature militaire est restaurée avec l'approbation du roi Bhumibol. |
| 27 janvier | Koweït    | Législatives | Seuls les hommes ont le droit de vote à cette date. Les partis politiques ne sont pas autorisés, mais il existe diverses factions. | Parlement sans majorité. Les candidats affiliés au gouvernement conservent la majorité relative des sièges. Le cheikh Jaber al-Ahmad al-Sabah demeure Premier ministre. |

### Février
| Date             | Pays         | Élections  | Contexte | Résultats                                             |
| ---------------- | ------------ | ---------- | --- | ----------------------------------------------------- |
| 12 février       | Corée du Sud | Référendum | Les citoyens sont appelés à approuver une nouvelle fois la constitution Yusin, adoptée en 1972. Celle-ci a mis en place un régime dictatorial, où le président Park Chung-hee concentre les pouvoirs exécutif, législatif et judiciaire, subordonnant toute autre autorité à la sienne.           | La constitution est approuvée par 74,4 % des votants. |
| 27 et 28 février | Philippines  | Référendum | La population est appelée à approuver le maintien de la loi martiale, permettant au président Ferdinand Marcos de continuer à user de pouvoirs d'exception, et à gouverner sans parlement et sans élections. Le pays à cette date est une dictature, où toute opposition est violemment réprimée. | Le « oui » l'emporte officiellement à 87,8 %.         |

### Mars
| Date          | Pays      | Élections    | Contexte | Résultats |
| ------------- | --------- | ------------ | --- | --- |
| 9 mars        | Roumanie  | Législatives | La Roumanie à cette date est un État à parti unique. Seul le Front de l'unité socialiste, qui rassemble le Parti communiste et les organisations de masse qui lui sont liées, est autorisé à présenter des candidats. Les citoyens sont appelés à voter pour ou contre les candidats proposés.                                              | Les candidats du Front sont déclarés élus, avec officiellement un taux d'approbation de 98,8 %. Manea Mănescu demeure président du conseil des ministres.      |
| 19 au 21 mars | QwaQwa    | Législatives | Le QwaQwa est un nouveau bantoustan, un État noir autonome fantoche établi par les autorités sud-africaines dans le cadre de la politique de l'apartheid. Seuls un tiers des membres de l'Assemblée législative sont élus, les deux autres tiers étant nommés pour représenter les autorités des deux tribus qui constituent ce petit État. | Le Parti dikwankwetla remporte tous les sièges revenant aux élus, sauf un. Kenneth Mopeli devient ministre-en-chef.                                            |
| 24 mars       | Dominique | Législatives | La Dominique à cette date est une colonie autonome du Royaume-Uni. | Le Parti travailliste (centre-gauche) conserve une large majorité des sièges. Patrick John demeure Premier ministre, et mène le pays à l'indépendance en 1978. |

### Avril
| Date     | Pays              | Élections      | Contexte | Résultats |
| -------- | ----------------- | -------------- | --- | --- |
| 5 avril  | Cameroun          | Présidentielle | Le Cameroun à cette date est un État à parti unique. Le président sortant est le seul candidat. Les citoyens ne peuvent que déposer un bulletin favorable à sa candidature, ou voter blanc. | Ahmadou Ahidjo (Union nationale camerounaise), au pouvoir depuis l'indépendance du pays en 1960, est automatiquement déclaré réélu avec 100 % des voix. Officiellement, le taux de participation est de 99,4 %, et 99,995 % des suffrages sont favorables. |
| 6 avril  | Viêt Nam du Nord  | Législatives   | Le Viêt Nam du Nord est un État à parti unique. Seul le Front de la Patrie du Viêt Nam, qui regroupe le Parti du travail (marxiste-léniniste) et les organisations de masse qui lui sont liées, est autorisé à présenter des candidats. Les citoyens sont appelés à approuver les candidats proposés. | Les candidats du Front conservent tous les sièges. Phạm Văn Đồng demeure Premier ministre. |
| 14 avril | Royaume du Sikkim | Référendum     | Les citoyens sont appelés à approuver l'abolition de la monarchie, et l'intégration du Sikkim à l'Inde. Le roi Palden Thondup Namgyal a été placé en résidence surveillée. | La proposition est officiellement approuvée par 97,6 % des votants, malgré d'importants soupçons de fraude. Le roi déchu n'en reconnaît pas le résultat. Le royaume est formellement dissous le 16 mai, et devient un État de l'Inde.                      |
| 25 avril | Portugal          | Législatives   | Élection d'une assemblée constituante, après la révolution des Œillets et la chute du régime fasciste de l’Estado Novo. Ce sont les premières élections démocratiques au Portugal depuis 1925. | Assemblée sans majorité. Le Parti socialiste (gauche) y obtient la majorité relative. |

### Mai
Il n'y a pas d'élection nationale en mai 1975.

### Juin
| Date    | Pays                       | Élections    | Contexte | Résultats |
| ------- | -------------------------- | ------------ | --- | --- |
| 5 juin  | Royaume-Uni                | Référendum   | Deux ans après avoir rejoint la Communauté économique européenne, les Britanniques sont invités à voter pour ou contre le maintien de leur pays dans la C.E.E.. Le référendum avait été une promesse de campagne du nouveau Premier ministre travailliste Harold Wilson, qui fait toutefois campagne pour le « oui ».                            | Le « oui » l'emporte à 67,3 %, et est par ailleurs majoritaire dans chacune des quatre nations du Royaume-Uni. |
| 8 juin  | État fédéré turc de Chypre | Référendum   | Le coup d'État grec à Chypre en juillet 1974 a abouti à l'occupation du nord de l'île par la Turquie, et à la proclamation de l'État fédéré turc de Chypre. Le référendum vise à doter le nouvel État d'une constitution, mettant en place une république dotée d'un président et d'un parlement.                                                | La constitution est approuvée par 99,4 % des votants. |
| 15 juin | Hongrie                    | Législatives | La Hongrie à cette date est un État à parti unique. Les citoyens sont appelés à voter pour ou contre les candidats proposés par le parti, ou bien sans étiquette mais approuvés par le parti. Dans quelques circonscriptions, ils peuvent choisir entre plusieurs candidats, mais la plupart des circonscriptions présentent un candidat unique. | Le Parti socialiste ouvrier (communiste) conserve la majorité absolue des sièges, les autres revenant à des candidats sans étiquette. Les candidats obtiennent dans l'ensemble un taux d'approbation officiel de 99,6 %. György Lázár demeure président du conseil des ministres.                                             |
| 20 juin | Iran                       | Législatives | Le shah Mohammad Reza Pahlavi a proclamé au mois de mars l'instauration d'un régime à parti unique. Les citoyens peuvent néanmoins, dans certaines circonscriptions, choisir entre plusieurs candidats de ce parti. | Le parti Rastakhiz (monarchiste, fasciste) remporte automatiquement tous les sièges. Amir Abbas Hoveida demeure Premier ministre. |
| 30 juin | Cap-Vert                   | Législatives | Ces élections préparent l'indépendance formelle de cette colonie portugaise. Le Parti africain pour l'indépendance a toutefois déjà saisi le pouvoir et proclamé l'indépendance, faisant de ce territoire un État à parti unique. Les électeurs sont appelés à se prononcer pour ou contre la liste unique de candidats proposée par le parti.   | La liste du Parti africain pour l'indépendance (marxiste-léniniste) recueille officiellement 95,6 % de suffrages favorables, avec un taux de participation de 86,7 %. Le pays obtient formellement son indépendance le 5 juillet, et l'Assemblée nationale confirme Aristides Pereira au poste de président de la République. |

### Juillet
| Date    | Pays                 | Élections     | Contexte | Résultats |
| ------- | -------------------- | ------------- | --- | --- |
| juillet | Sao Tomé-et-Principe | Constituantes | Élection d'une Assemblée constituante, le pays (ancienne colonie portugaise) ayant obtenu son indépendance le 12 juillet. Le pays nouvellement souverain est un État à parti unique. | Le Mouvement pour la libération de Sao Tomé-et-Principe (marxiste-léniniste) remporte automatiquement tous les sièges. L'Assemblée confirme le secrétaire-général du parti, Manuel Pinto da Costa, au poste de président de la République. |

### Août
Il n'y a pas d'élection nationale en août 1975.

### Septembre
| Date               | Pays     | Élections    | Contexte | Résultats |
| ------------------ | -------- | ------------ | --- | --- |
| 21 et 22 septembre | Finlande | Législatives | Élections anticipées. Le président Urho Kekkonen à démis le gouvernement de coalition des sociaux-démocrates et des centristes, en raison notamment de ses tensions internes. | Parlement sans majorité. Le Parti social-démocrate conserve la majorité relative avec un peu plus d'un quart des sièges. Martti Miettunen (Parti du centre : social-libéral, agrarien) devient Premier ministre, formant un gouvernement de coalition avec le Parti social-démocrate, le Parti populaire suédois de Finlande (centriste, social-libéral, représentant la minorité suédoise), la Ligue démocratique du peuple (communiste) et le Parti libéral populaire (centre-droit libéral). En septembre 1976, les deux partis de gauche quittent le gouvernement, qui subsiste comme gouvernement centriste. |

### Octobre
| Date       | Pays       | Élections                      | Contexte | Résultats |
| ---------- | ---------- | ------------------------------ | --- | --- |
| 5 octobre  | Autriche   | Législatives                   | | Le Parti socialiste (SPÖ, centre-gauche) conserve la majorité absolue des sièges. Bruno Kreisky demeure chancelier. |
| 7 octobre  | Liberia    | Législatives et présidentielle | Le Libéria à cette date est un État à parti unique. Le président sortant est le seul candidat. Le parti unique présente une liste unique de candidats. Les citoyens ne peuvent que déposer un bulletin favorable, ou voter blanc. | William Tolbert est automatiquement réélu président avec 100 % des voix, et le parti True Whig (droite), au pouvoir depuis 1877, conserve automatiquement tous les sièges aux deux chambres du Parlement. |
| 7 octobre  | Liberia    | Référendum                     | Les citoyens sont appelés à se prononcer sur une proposition de réforme étendant le mandat du président de la République à huit ans (au lieu de quatre), et interdisant à un président sortant de se représenter. | La proposition est approuvée par 90,0 % des votants. |
| 26 octobre | Mauritanie | Législatives                   | La Mauritanie à cette date est un État à parti unique. Les citoyens ne peuvent que voter pour le parti ou bien voter blanc. | Seul en lice, le Parti du peuple conserve automatiquement tous les sièges. |
| 26 octobre | Suisse     | Législatives                   | | Parlement sans majorité. Le Parti socialiste (centre-gauche) obtient la majorité relative des sièges au Conseil national, et le Parti démocrate-chrétien (centre-droit) obtient la majorité relative des sièges au Conseil des États. |
| 26 octobre | Tanzanie   | Législatives et présidentielle | La Tanzanie à cette date est un État à parti unique. Un seul parti est autorisé sur la partie continentale du pays et un autre, allié, sur l'île de Zanzibar. Dans la plupart des circonscriptions, les citoyens sont invités à choisir entre deux candidats (du même parti) ; dans d'autres, il y a un unique candidat, déclaré élu d'office. L'élection présidentielle est un plébiscite : les citoyens sont appelés à voter pour ou contre la réélection du président sortant, seul candidat. | Julius Nyerere (Union nationale africaine du Tanganyika, TANU : socialisme africain), au pouvoir depuis l'indépendance du pays en 1961, est réélu président avec 93,3 % de suffrages favorables. L'alliance du TANU et du Parti afro-shirazi (marxiste-léniniste) conserve mécaniquement tous les sièges à l'Assemblée nationale. Rashidi Kawawa (TANU) demeure Premier ministre. Les deux partis fusionnent en 1977 pour former le parti de la Révolution. |

### Novembre
| Date        | Pays             | Élections                      | Contexte | Résultats |
| ----------- | ---------------- | ------------------------------ | --- | --- |
| 2 novembre  | Zaïre            | Législatives                   | Le Zaïre à cette date est un État à parti unique. Le parti unique présente une liste unique de candidats. Les citoyens, rassemblés dans des lieux publics, les élisent par acclamation. Il n'y a pas de bulletins, et le vote n'est pas secret. | Le Mouvement populaire de la Révolution, parti du pouvoir personnel du président Mobutu Sese Seko, conserve tous les sièges. |
| 16 novembre | Côte d'Ivoire    | Législatives et présidentielle | La Côte d'Ivoire à cette date est un État à parti unique. Le président sortant est le seul candidat. Le parti unique présente une liste unique de candidats. Les citoyens ne peuvent que déposer un bulletin favorable, ou voter blanc.         | Félix Houphouët-Boigny (Parti démocratique : conservateur, libéral en économie), au pouvoir depuis l'indépendance du pays en 1960, est automatiquement déclaré réélu avec 100 % des voix. Officiellement, le taux de participation est de 99,8 %, et 99,98 % des suffrages lui sont favorables. Le Parti démocratique conserve aussi mécaniquement tous les sièges à l'Assemblée nationale. |
| 29 novembre | Nouvelle-Zélande | Législatives                   | | Alternance. Le Parti national (centre-droit) remporte la majorité absolue des sièges. Robert Muldoon devient Premier ministre. |

### Décembre
| Date         | Pays                             | Élections    | Contexte | Résultats |
| ------------ | -------------------------------- | ------------ | --- | --- |
| 1er décembre | Saint-Christophe-Niévès-Anguilla | Législatives | Le pays à cette date est une colonie autonome du Royaume-Uni. | Le Parti travailliste (centre-gauche) conserve la très large majorité des sièges. Robert Bradshaw demeure Premier ministre. |
| 12 décembre  | Australie                        | Législatives | Ces élections font suite à une crise constitutionnelle en novembre. Le Sénat ayant rejeté le budget, le gouverneur général Sir John Kerr a fait un usage inédit et controversé de ses pouvoirs de réserve et a limogé le Premier ministre travailliste Gough Whitlam. | Alternance. La Coalition (alliance de partis conservateurs) remporte la majorité absolue des sièges dans les deux chambres. Malcolm Fraser (Parti libéral : centre-droit) devient Premier ministre.                                                          |
| 20 décembre  | République de Chine (Taïwan)     | Législatives | Taïwan à cette date est un État autoritaire, de facto à parti unique bien que deux autres petits partis soient tolérés, et que des candidats puissent se présenter sans étiquette aux élections. Quinze des cinquante-deux membres du corps législatif sont nommés par le président de la République pour représenter la population de Chine continentale, revendiquée par le gouvernement de Taipei. | Le Kuomintang (droite) conserve la large majorité des sièges, les autres revenant à des élus sans étiquette ou bien au Parti de la jeunesse chinoise (extrême-droite), ce dernier obtenant un siège. Chiang Ching-kuo (Kuomintang) demeure Premier ministre. |
| 21 décembre  | Madagascar                       | Référendum   | Contesté par la population, le président Philibert Tsiranana a démissionné en 1972, cédant le pouvoir à l'armée. Le référendum de 1975, organisé par les autorités militaires, propose aux citoyens la création d'une république socialiste à coalition unique, et de confier la présidence de la République au capitaine Didier Ratsiraka pour un mandat de sept ans.                                | La proposition est approuvée officiellement par 95,6 % des votants, avec un taux de participation de 92 %. La République démocratique de Madagascar est proclamée le 30 décembre.                                                                            |